# Sofía Gala Castiglione
Sofía Gala Castiglione Casanova (Buenos Aires; 24 de gener de 1987), més coneguda com a Sofía Gala, és una actriu argentina. És filla de la vedette i artista Moria Casán i de l'actor Mario Castiglione.

## Trajectòria
Va néixer en la Clínica del Sol de la Ciutat de Buenos Aires en 1987. La seva exposició en els mitjans es va produir molt precoçment a causa de la fama de la seva mare. Sofia va viure part de la seva infància davant de les càmeres de televisió i sota els escenaris dels teatres on els seus pares actuaven.
En 2001, amb 14 anys, va fer un nu al costat de la seva mare per a una famosa publicació gràfica que va deslligar una polèmica. No obstant això, després es produiria una polèmica major, quan amb solament 15 anys va anunciar el seu romanç amb un metge de 40, la relació del qual va ser aprovada per Moria Casán.
Quant a la seva vida professional, va realitzar diversos sketchs de nena, per a alguns programes de la seva mare.
La seva primera incursió en el món de la actuació es va donar l'any 2004, quan va interpretar a una kiosquera, Sofía Estévez, en la telecomedia Los Roldán. El seu segon treball actoral seriós va ser el paper de filla adoptiva d'un matrimoni gai en l'obra de teatre Yo, chancho y glamoroso, de Fernando Peña, incloent-hi un nu en escena.
L'any 2006 va participar en la telenovel·la El tiempo no para, i també va treballar en un capítol de Mujeres asesinas, el 2008.
Sofía va filmar, el 2007, la seva primera pel·lícula, El resultado del amor, dirigida per Eliseo Subiela, on interpretava el paper de Mabel, i l'actuació del qual li va valer el Premi Cóndor de Plata com a "revelació femenina" i el premi a la "millor actriu" al Festival de Cinema Iberoamericà de Huelva. A l'any següent, va actuar en Piedras, òpera prima de Matías Marmorato, al costat d'Adela Gleijer i Lucas Lagré. La seguiren La ronda, Rodney, El Sol (com a actriu de veu) i Tetro, aquesta última sota les ordres de Francis Ford Coppola.
En 2010 va protagonitzar el segon episodi de l'unitari històric Lo que el tiempo nos dejó, per la pantalla de Telefe i amb direcció de Luis Ortega. L'any 2012 va realitzar una participació especial en l'unitari El donante, per la pantalla de Telefe. A més, aquest any va ser part de la pel·lícula argentina Todos tenemos un plan, protagonitzada per Viggo Mortensen.
En televisió apareix en la sèrie televisiva Nafta Súper, emesa per TNT i dirigida per Nicanor Loreti, qui prèviament s'havia fet càrrec de l'adaptació cinematogràfica d'aquesta història de Leonardo Oyola.
Al maig de 2017 estrena Madraza, una pel·lícula dirigida per Hernán Aguilar, on una mestressa de casa de classe baixa (interpretada per Loren Acuña) es converteix en sicària per a resoldre els seus problemes econòmics. Al setembre d'aquest mateix any s'estrena Alanis, protagonitzada per Sofia Gala sota la direcció d'Anahí Berneri. La pel·lícula narra les vicissituds que ha de travessar una mare soltera que es dedica a la prostitució. Per aquest paper va rebre crítiques molt positives dels periodistes especialitzats i el premi a millor actriu al Festival de Sant Sebastià.
El gener de 2018 s’estrena 27: El club de los malditos, una pel·lícula d'acció i comèdia negra dirigida per Nicanor Loreti. La trama de la pel·lícula gira al voltant d'una conspiració que està darrere de les morts dels roquers famosos als 27 anys. Paula (Sofia Gala) és una fan que aconsegueix gravar el moment en què ocorre una de les morts i és clau en la recerca que porta endavant Martín Lombardo (Diego Capusotto).
En 2019 participa en la minisèrie de Netflix Apache: La vida de Carlos Tevez, en la qual interpreta a la mare biològica del futbolista Carlos Tévez, Fabiana Martínez.

## Filmografia
| Cinema | Cinema                                | Cinema          | Cinema |
| Any    | Títol                                 | Paper           | Notes |
| ------ | ------------------------------------- | --------------- | --- |
| 2007   | El resultado del amor                 | Mabel           | Premi Cóndor de Plata com a "revelació femenina" Premi a la "millor actriu" del Festival de Cinema Iberoamericà de Huelva |
| 2008   | La ronda                              | Lucía           | |
| 2008   | Rodney                                | Lucía           | |
| 2009   | Piedras                               | Livia           | |
| 2009   | Paco                                  | Belén           | |
| 2010   | Tetro                                 | María Luisa     | |
| 2010   | El Sol                                | La Checo        | Doblaje |
| 2012   | Todos tenemos un plan                 | Rosa            | |
| 2014   | El Gurí                               | Lorena          | |
| 2017   | Hipersomnia                           | Laura           | |
| 2017   | Alanis                                | Alanis          | Guanyadora de la Conquilla de Plata a la millor actriu del Festival Internacional de Cinema de Sant Sebastià              |
| 2017   | Madraza                               | Vanina          | |
| 2018   | 27: El club de los malditos           | Paula           | |
| 2018   | Las hijas del fuego                   | Sofía           | |
| 2019   | La sabiduría                          | Mara            | |
| 2019   | El cuidado de los otros               | Luisa           | |
| 2019   | Mirándote, una cita con Alberto Migre | Mirta Palacios  | |
| 2019   | Lava                                  | Debora          | Doblaje |
| 2020   | Respira                               | Leticia         | |
| 2020   | Crímenes de familia                   | Marcela         | |
| 2020   | La vagancia                           | Maria Fernanda  | |
| 2021   | Bajo naranja                          | Patricia "Paty" | Video |
| 2021   | Existir                               | Paula           | |
| 2022   | Los escarabajos                       | Claudia         | |
| 2022   | Franklin, historia de un billete      | Rosa            | |
| 2022   | Cadáver exquisito                     | Blanca          | |

## Televisió
| Ficcions        | Ficcions                        | Ficcions       | Ficcions             | Ficcions                                                                        |
| Any             | Títol                           | Canal          | Personatge           | Notes                                                                           |
| --------------- | ------------------------------- | -------------- | -------------------- | ------------------------------------------------------------------------------- |
| 1995            | Moria Banana                    | Canal 9        | Diversos personatges | Participació en esquetxs                                                        |
| 2004            | Los Roldán                      | Telefe         | Sofía Estévez        | Elenc Principal                                                                 |
| 2005            | Conflictos en red               | Telefe         | Julia                | Episodi: "Enmascarados"                                                         |
| 2006            | El tiempo no para               | Canal 9        | Ana "Anita"          | Elenc Principal                                                                 |
| 2008            | Mujeres asesinas 4              | El Trece       | Gabriela             | Episodi: "Nina, desconfiada"                                                    |
| 2010            | Lo que el tiempo nos dejó       | Telefe         | Juana                | Episodi: "La ley primera"                                                       |
| 2011            | Historias de la primera vez     | América TV     | Lujan                | Episodi: "La primera vez que fui padre"                                         |
| 2012            | El donante                      | Telefe         | Celeste              | Episodi: "Más problemas para Bruno"                                             |
| 2012            | 23 pares                        | Canal 9        | Ana Orozco           | Elenc Secundari                                                                 |
| 2013            | Historia clínica                | Telefe         | Aleida March         | Episodi: "Ernesto "Che" Guevara: Tantas veces me mataron, tantas veces me morí" |
| 2013            | Historias de corazón            | Telefe         | Violeta              | Episodi: "Una nueva luz"                                                        |
| 2015            | Variaciones Walsh               | TV Pública     | Mercedes Funes       | Episodi: "La trampa"                                                            |
| 2016            | Nafta Súper                     | Space          | Lulú / Carol Ferris  | Elenc Principal                                                                 |
| 2018            | Edha                            | Netflix        | Celia Vargas         | Antagonista                                                                     |
| 2018            | Rizhoma Hotel                   | Telefe         | Ana                  | Episodis: "Piel de angel" / "La oferta"                                         |
| 2018            | Morir de amor                   | Telefe         | Rita Staricco        | Antagonista Recurrent                                                           |
| 2019            | Mirándote                       | TV Pública     | Mirta Palermo        | Elenc Principal                                                                 |
| 2019            | Apache, la vida de Carlos Tévez | Netflix        | Fabiana Martínez     | Elenc Principal                                                                 |
| 2019-2021       | El Tigre Verón                  | TNT / El Trece | Justina Verón        | Elenc Principal                                                                 |
| 2021            | El reino                        | Netflix        | Celeste Rivas        | Recurrent                                                                       |
| Programes de TV |                                 |                |                      |                                                                                 |
| Any             | Títol                           | Canal          | Paper                | Notes                                                                           |
| 1999            | Atorrantes                      | Azul TV        | Notera               |                                                                                 |
| 2000            | Fugitivos                       | Telefe         | Notera               |                                                                                 |
| 2013            | Malas muchachas                 | C5N            | Panelista            |                                                                                 |
| 2015            | Gran Hermano 2015: El debate    | América TV     | Panelista            |                                                                                 |

## Sèries web
| Sèries web | Sèries web     | Sèries web | Sèries web | Sèries web                                             |
| Any        | Títol          | Difusió    | Paper      | Notas                                                  |
| ---------- | -------------- | ---------- | ---------- | ------------------------------------------------------ |
| 2020       | Cartas a mi ex | UN3.TV     | Rita       | Episodi: "El fascinante mundo de los chats archivados" |

## Teatre
| Teatre    | Teatre                               | Teatre                  | Teatre                       |
| Any       | Obra                                 | Teatre                  | Notes                        |
| --------- | ------------------------------------ | ----------------------- | ---------------------------- |
| 2005      | Yo, chancho y glamoroso              | Teatro Lorange          | Debut teatral                |
| 2006      | Secreto entre mujeres                | Multiteatro             |                              |
| 2007      | Playroom                             | El Camarín de las Musas | Substitució de tres funcions |
| 2008      | Gotas que caen sobre rocas calientes | Teatro Del Nudo         |                              |
| 2010      | El Anatomista                        | Teatro Regina - Tsu     |                              |
| 2012      | Tres Mitades                         | Teatro Picadilly        | Amb la seva mare Moria Casán |
| 2016-2017 | Confesiones de mujeres de 30         | Teatro Picadero         |                              |
| 2018-2019 | Atracción fatal                      | Teatro Tabaris          |                              |
| 2019-2020 | Chicas católicas                     | Teatro Picadilly        |                              |
| 2022      | Closer                               | Multiteatro             |                              |

## Ràdio
| Ràdio | Ràdio              | Ràdio      | Ràdio      |
| Any   | Programa           | Ràdio      | Paper      |
| ----- | ------------------ | ---------- | ---------- |
| 2018  | En calzas          | Blue 100.7 | Conductora |
| 2020  | El oro de la garúa | Blue 100.7 | Conductora |

## Vídeos musicals
| Vídeos musicals | Vídeos musicals  | Vídeos musicals               | Vídeos musicals          |
| Any             | Intèrpret        | Cançó                         | Àlbum                    |
| --------------- | ---------------- | ----------------------------- | ------------------------ |
| 2014            | Estelares        | Solo por hoy (chica oriental) | El costado izquierdo     |
| 2014            | Valeria Gastaldi | Mover tu cama                 | Mírame de cerca          |
| 2016            | Leo García       | Música del corazón            | Música del corazón       |
| 2020            | Fito Páez        | Resucitar                     | La conquista del espacio |

## Vida personal
El seu pare, Mario Castiglione, es va separar de Moria quan Sofía tenia tan sols 3 anys d'edat, i va morir deu anys després. Sofia va viure més amb els nuvis de la seva mare que amb el seu pare i, en general, va tenir bones relacions amb tots.
Fins a 2010 va ser parella amb el teclista de la banda Babasónicos Diego Tuñón, amb qui en 2008 va tenir a la seva filla, anomenada Helena Tuñón. També va tenir al seu fill Dante Della Paolera el 3 de desembre de 2014 amb Julián Della Paolera. Encara que no s'identifica amb cap mena de gènere, Sofia es declara defensora de la comunitat LGBT+ i del feminisme modern. Sofia és atea.

## Premis i nominacions
| Premis Cóndor de Plata | Premis Cóndor de Plata       | Premis Cóndor de Plata  | Premis Cóndor de Plata | Premis Cóndor de Plata |
| Any                    | Categoria                    | Treball nominat         | Resultat               | Ref.                   |
| ---------------------- | ---------------------------- | ----------------------- | ---------------------- | ---------------------- |
| 2008                   | Revelació femenina           | El resultado del amor   | Guanyadora             | [ 13 ]                 |
| 2013                   | Millor actriu de repartiment | Todos tenemos un plan   | Nominada               | [ 14 ]                 |
| 2018                   | Millor actriu                | Alanis                  | Guanyadora             | [ 15 ]                 |
| 2020                   | Millor actriu                | El cuidado de los otros | Guanyadora             | [ 16 ]                 |

| Premis Sur | Premis Sur                   | Premis Sur            | Premis Sur | Premis Sur |
| Any        | Categoria                    | Treball nominat       | Resultat   | Ref.       |
| ---------- | ---------------------------- | --------------------- | ---------- | ---------- |
| 2012       | Millor actriu de repartiment | Todos tenemos un plan | Nominada   | [ 17 ]     |
| 2017       | Millor actriu                | Alanis                | Guanyadora | [ 18 ]     |
| 2020       | Millor actriu de repartiment | Crímenes de familia   | Guanyadora | [ 19 ]     |

| Premis Platino | Premis Platino | Premis Platino  | Premis Platino | Premis Platino |
| Any            | Categoria      | Treball nominat | Resultat       | Ref.           |
| -------------- | -------------- | --------------- | -------------- | -------------- |
| 2018           | Millor actriu  | Alanis          | Nominada       | [ 20 ]         |

| Festival Internacional de Cinema de Sant Sebastià | Festival Internacional de Cinema de Sant Sebastià | Festival Internacional de Cinema de Sant Sebastià | Festival Internacional de Cinema de Sant Sebastià | Festival Internacional de Cinema de Sant Sebastià |
| Any                                               | Categoria                                         | Treball nominat                                   | Resultat                                          | Ref.                                              |
| ------------------------------------------------- | ------------------------------------------------- | ------------------------------------------------- | ------------------------------------------------- | ------------------------------------------------- |
| 2017                                              | Millor actriu                                     | Alanis                                            | Guanyadora                                        | [ 21 ]                                            |

| Festival Internacional del Nou Cinema Llatinoamericà de l'Havana | Festival Internacional del Nou Cinema Llatinoamericà de l'Havana | Festival Internacional del Nou Cinema Llatinoamericà de l'Havana | Festival Internacional del Nou Cinema Llatinoamericà de l'Havana | Festival Internacional del Nou Cinema Llatinoamericà de l'Havana |
| Any                                                              | Categoria                                                        | Treball nominal                                                  | Resultat                                                         | Ref.                                                             |
| ---------------------------------------------------------------- | ---------------------------------------------------------------- | ---------------------------------------------------------------- | ---------------------------------------------------------------- | ---------------------------------------------------------------- |
| 2017                                                             | Millor actriu                                                    | Alanis                                                           | Guanyadora                                                       | [ 22 ]                                                           |

| Festival de Cinema Iberoamericà de Huelva | Festival de Cinema Iberoamericà de Huelva | Festival de Cinema Iberoamericà de Huelva | Festival de Cinema Iberoamericà de Huelva | Festival de Cinema Iberoamericà de Huelva |
| Any                                       | Categoria                                 | Treball nominat                           | Resultat                                  | Ref.                                      |
| ----------------------------------------- | ----------------------------------------- | ----------------------------------------- | ----------------------------------------- | ----------------------------------------- |
| 2007                                      | Millor actriu                             | El resultado del amor                     | Guanyadora                                | [ 23 ]                                    |